# Mohammed Azaay
Mohammed Azaay (Tétouan (Marokko) 1 juli 1976) is een Marokkaans-Nederlands acteur.
Azaay volgde van 1996 tot 2000 een opleiding tot acteur aan de Amsterdamse Hogeschool voor de Kunsten.

## Filmografie
- 1996 - Marrakech (film)
- 1998 - Sombermansactie (film) - edelfigurant
- 1999 - De boekverfilming (film) - neef Mo
- 1999-2002 - Bradaz (tv-comedyserie) - Mo
- 2000 – Lek (film) - agent Suat
- 2001 - Hallo Holland (tv-dramaserie) - Jamal (hoofdrol)
- 2001 - Storm in mijn hoofd (film) - Puck
- 2005 – Keyzer & De Boer Advocaten (tv-dramaserie) - kunstdief Ali Mounir
- 2005 - Geluk van Nederland (telefilm) - echtgenoot
- 2005 - Enneagram (tv-serie) - vader
- 2005 – Offers (film) - Hafid
- 2007 - Sarah & hij (korte film)
- 2007 - Dennis P. (film) - collega Herman
- 2007-2009 - De vloer op (improvisatieserie van de Humanistische Omroep)
- 2007 - Het Huis Anubis (jeugdserie) - neef Mo Tayibi
- 2009 - Sorry Minister (tv-dramaserie) - secretaris van de privésecretaris
- 2011 - Overspel (tv-thrillerserie) - rechercheur Barbouzi
- 2012 - Lijn 32 (mozaïekdrama) - Hassan Ibn Hassan
- 2014 - IJspaard (film) - Max
- 2016 - Layla M. (film) - vader (Azaay won met deze rol het Gouden Kalf voor beste mannelijke bijrol)
- 2019 - Domino
- 2022 - Mocro Maffia (tv-serie) - Hassan
- 2022 - Het Gouden Uur (tv-serie) - Riad Benmoussa
- 2024 - Loverboy: Emoties uit (film) - Slager